# 郵差總是按對鈴
《郵差總是按對鈴》是1989年台灣電視公司八點檔連續劇，播出期間1989年3月13日至4月7日，是《又見郵差來按鈴》與《郵差三度來按鈴》的前作。製作單位為賞心悅目文化公司，製作人徐進良，編劇林桂瑛，導演三羊，導播馬亞民。
該劇原本名為《郵差總是按錯鈴》，但因為劇名使用「按錯鈴」三字影響中華民國交通部郵政總局郵務人員的形象，引來各地郵務人員向台視抗議。在群眾壓力下，該劇播到第11集時，才將劇名「錯」字改成「對」字，因此成為《郵差總是按對鈴》，風波才得以平息。
1989年3月14日，《台視晚間新聞》主播顧安生為該劇拍攝預告片、並向觀眾推薦該劇，中國電視公司、中華電視公司認為，顧安生此舉已有廣告行為，除了會對觀眾產生誤導作用之外，也影響主播客觀公正的形象。中華民國新聞評議委員會（新聞評議會）決定對此事進行了解。
2022年2月，YouTube「台視官方頻道」發布該劇台視官方數位化版，保留台視首播時字幕。

## 演員表
| 角色           | 演員                |
| -------------- | ------------------- |
| 余耀祖         | 巴戈                |
| 楊家將         | 曾慶瑜              |
| 余耀宗         | 艾偉                |
| 江美美         | 徐樂眉              |
| 余翩翩         | 張麗冠              |
| 余冠軍         | 謝祖武              |
| 余比麗         | 鄭宜雰              |
| 余糖糖         | 蔡亞臻              |
| 方世傑         | 楊力                |
| 江母           | 梅芳                |
| 張排長         | 胡虔華              |
| 小蔡           | 聶秉賢              |
| 阿三           | 李波                |
| 莊老師         | 劉美玲              |
| 小牛、葉人傑   | 江宏恩              |
| 蓮花           | 呂盈瑩              |
| 江百柔         | 柯素雲              |
| 情婦           | 朱慧珍              |
| 阿寶           | 陳彥儒              |
| 貴婦（藍小姐） | 尹寶蓮（第1集客串） |
| 紅綉           | 李玉潔              |